# Abija

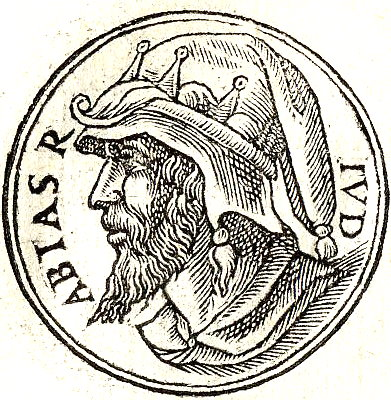
Abija aus Guillaume Rouillés Promptuarium Iconum Insigniorum, 1553

Abija, Sohn Rehabeams und Maachas/Michajas, war zwischen 913 und 910 v. Chr. König von Juda.

## Etymologie
Der hebräische Personenname „Abija“ ist in zwei verschiedenen Schreibweisen überliefert: אֲבִיָּהוּ ’ǎvîjāhû und אֲבִיָּה ’ǎvîjāh. Es handelt sich um einen Nominalsatznamen, bestehend aus Subjekt und Prädikat. Subjekt (und zugleich theophores Element) ist eine Form von „JHWH“ (יָהוּ jāhû oder יָה jāh), Prädikat ist das Substantiv אָב ’āv, deutsch ‚Vater‘. Der Name lässt sich als „JHWH ist Vater“ übersetzen. Davon abweichend lautet die Form des Namens im 1. Buch der Könige אֲבִיָּם ’ǎvîjām (1 Kön 14,31 ). Dieser Name wird unterschiedlich gedeutet, entweder als Schreibfehler zum vorherigen Namen, oder als Kurzform mit enklitischem -m („(Gott) ist fürwahr Vater“) oder als Nominalsatzname mit יָם jām, deutsch ‚Meer‘ als Subjekt (und theophorem Element) („Jam ist Vater“). Die Septuaginta gibt den Namen als Αβιου Abiu bzw. Αβια Abia wieder, die Vulgata als Abia bzw. Abiam.

## Biblische Erzählung
Über Abija berichtet 1 Kön 15,1–8 . Seine Regierungsdauer wird mit drei Jahren beziffert. Sein Vater ist Rehabeam, König von Juda, seine Mutter heißt Maacha. Abija wird negativ bewertet, wie sein Vater Rehabeam verehrte er neben JHWH andere Götter. Zu seiner Regierungszeit herrschte Krieg zwischen Israel und Juda. 2 Chr 13,1–20  beschreibt einen Kampf Abijas gegen das Heer König Jerobeams I. von Israel. Abija versuchte, die nördliche Grenze Judas nach Israel hin zu erweitern, da nach der Reichsteilung Jerusalem, die Hauptstadt Judas, gefährlich nahe an der Grenze zu Israel lag und von dort leicht hätte erobert werden können. Abija schlug das Heer Jerobeams.
Abija hatte nach biblischer, aber vermutlich vollkommen legendärer und unzutreffender Aussage einen Harem von 14 Frauen, mit denen er 22 Söhne und 16 Töchter zeugte (2 Chr 13,21 ). Nach seinem Tod regierte sein Sohn Asa als König von Juda 40 Jahre.
Außerbiblisch ist Abija nicht belegt.